# Cueva del Barranco del Arca
La cueva del Barranco del Arca es un abrigo con representaciones rupestres localizado en el término municipal de Tarifa, provincia de Cádiz (España). Pertenece al conjunto de yacimientos rupestres denominado Arte sureño, muy relacionado con el arte rupestre del arco mediterráneo de la península ibérica. 
Este abrigo descubierto y descrito por el investigador francés Henri Breuil en 1929 en la Loma de San Bartolomé. Juan Cabré Aguilló había explorado esa misma zona con anterioridad localizando otras cuevas cercanas. Breuil identificó un zoomorfo, posiblemente un ciervo, y símbolos serpentiformes.
En 1975 la loma de San Bartolomé fue visitada por los historiadores alemanes Uwe Topper y por Uta Topper con el objetivo de encontrar y catalogar esta covacha. No pudieron localizar la cueva descrita por Breuil (tampoco las cuevas que este autor llamó del Canuto del Arca, de las Palomas, de la Reina y del Murciélago en la misma sierra) ni las nombradas por Cabré. Sí localizaron un gran grupo de tumbas talladas en la roca en las cercanías del lugar en el que Breuil situaba la cueva. En total se han encontrado 45 tumbas repartidas entre tres grupos de algo más de una decena cada uno y varias tumbas aisladas. Junto a algunas tumbas existen receptáculos excavados en la roca y canales que unen varias tumbas y receptáculos entre sí.